# Afroneutria velox
Espèce
Synonymes
- Ctenus velox Blackwall, 1865
- Phoneutria melanogastra Bösenberg & Lenz, 1895
- Ctenus marshalli F. O. Pickard-Cambridge, 1898

Afroneutria velox est une espèce d'araignées aranéomorphes de la famille des Ctenidae.

## Distribution
Cette espèce se rencontre au Congo-Kinshasa, en Tanzanie, au Malawi, au Zimbabwe et au Mozambique.

## Description
Les mâles mesurent de 10,60 à 12,40 mm et les femelles de 16,40 à 18,70 mm.

## Publication originale
- Blackwall, 1865 : Descriptions of recently discovered species and characters of a new genus, of Araneida from the East of Central Africa. Annals and Magazine of Natural History, sér. 3, vol. 16, p. 336-352 (texte intégral).